# Broadalbin
Broadalbin è un comune degli Stati Uniti d'America, situato nello Stato di New York, nella contea di Fulton.